# Zimske zamke
Zimske zamke je 19. epizoda stripa Poručnik Tara objavljena premijerno u bivšoj Jugoslaviji u Stripoteci #508 od 22. avgusta 1978. Cena broja bila je 10 dinara. Epizoda je imala 14 strana. Objavljena je na stranama 33-46. Stripoteku je objavljivao NIP Forum iz Novog Sada. Izlazila je jednom nedeljno. Epizodu je nacrtao Bane Kerac, a scenario napisao Svetozar Obradović. U epizodi se pojavljuju datumi 9. oktobra 1977. na tabli 13, i godina 1978. na tabli 14, što znači da je epizoda verovatno započeta u jesen 1977, a završena rane 1978. godine.

## Kratak sadržaj
Decembar 1943. Tara i Zeka se probijaju kroz snežne smetove sa ciljem da se pridruže jedinici. Nailaze na usamljenu kuću u kojoj živi domaćin koji im nevoljna pruža utočište. Seljak je, međutim, četnički jatak i u ostavi krije četnika. On odlazi u obližnje selo da pozove nemačku vojsku koja bi zarobila Taru i Zeku. (Seljak zarađuje za život otkrivajući Nemcima skrovišta partizana.) Pošto se nevreme smirilo, Tara i Zeka odlučuju da odmah krenu, ali seljak ih zaustavlja pištoljem. Tara uspeva da ga savlada. On i Zeka za dlaku beže pred Nemcima. Nemci kreću u poteru, ali ih Tara navodi u pećinu u kojoj spava medved. Probuđeni medved ubija nekoliko nemačkih vojnika, ali potera i dalje traje. Tara i Zeka smišljaju novi plan kako da navedu poteru u smrtonosnu klopku.